# The Man Who Cried I Am
The Man Who Cried I Am is een roman uit 1967 van de Amerikaanse schrijver John A. Williams. Het was de vierde roman die hij publiceerde en hij droeg het boek op aan zijn vrouw Lorrain Isaac. In Nederland verscheen de roman in 1969 onder de titel Naar Jamestown en terug.

## Personages
Hoewel het verhaal dat in The Man Who Cried I Am wordt verteld fictief is, zijn verschillende personages uit de roman in meer of mindere mate gebaseerd op echte personen.
- Max Reddick: een zwarte journalist en romanschrijver. Gebaseerd op Chester Himes.[1]
- Margrit Westoever: Max Reddicks witte Nederlandse vrouw.
- Harry Ames: een zwarte romanschrijver en vriend van Max Reddick. Gebaseerd op Richard Wright.[2]
- Charlotte Ames: Harry Ames' witte vrouw. Gebaseerd op Ellen Poplar Wright.
- Michelle Bouilloux': een witte Franse vrouw met wie Harry Ames een buitenechtelijke verhouding heeft.
- Lillian Patch': een zwarte onderwijzeres en geliefde van Max Reddick.
- Roger Wilkinson: een zwarte romanschrijver. Gebaseerd op William Gardner Smith.[3]
- Alfonse Edwards: een zwarte overheidsfunctionaris. Gebaseerd op Richard Gibson.[3]
- Theodore Dallas: een zwarte overheidsfunctionaris.
- Bernard Zutkin: een Joodse literaire criticus.
- Kermit Shea: een witte redacteur van het weekblad Pace waar Max Reddick voor schrijft.
- Julian Berg: een Joodse redacteur van de krant New York Century waar Max Reddick voor schrijft.
- Granville Bryant': een invloedrijke witte schrijver. Gebaseerd op Carl Van Vechten.[4]
- Marion Dawes: een zwarte romanschrijver. Gebaseerd op James Baldwin.[5]
- Jaja Enzkwu: een Nigeriaanse politicus en vriend van Harry Ames.
- Regina Galbraith': een Joodse vrouw van Duitse origine met wie Max Reddick een losvaste verhouding heeft.
- Paul Durrell: een zwarte dominee en voorman van de burgerrechtenbeweging. Gebaseerd op Martin Luther King.[4]
- Minister Q: een zwarte moslimleider. Gebaseerd op Malcolm X.[4]
- De President: gebaseerd op John F. Kennedy.[6]
- Jim Bonnard: een witte romanschrijver en tekstschrijver voor de President.
- Gus Carrigan: een witte tekstschrijver voor de President.
- William MacKendrick: een zwarte student. Gebaseerd op James Meredith.[7]
- Mr. Kittings: directeur van het American Lykeion in Athene. Gebaseerd op Richard Arthur Kimball.[8]
- Daniel O’Brien: een witte dichter. Gebaseerd op Alan Dugan.[9]
- Moses Boatwright: een zwarte filosoof, moordenaar en kannibaal.

## Citaten
- "Dat moest je Nederland nageven; dat zijn ordelijkheid opvallend was, even opvallend als de hoog oprijzende gebouwen van New York."[10]
- "Legers zijn als de maatschappijen die ze voortbrengen."[11]
- "Wat prikkelde een zwarte huid de fascisten! Misschien omdat het de gemakkelijkst identificeerbare huid was; je hoefde niet te wachten tot je zo dichtbij was dat je zien kon of een neus recht of krom was; een zwarte huid kon je op straatlengte afstand al ontwaren."[12]
- "Over München reizend werd ik naar Dachau getrokken en je kunt je nu, met die keurige ovens en heesters en bloemen moeilijk voorstellen wat daar twintig jaar geleden is voorgevallen. Er valt daar een les te leren voor de zwarte die hij nooit vergeten mag."[13]

- "De niet ingeloste beloften kunnen nu barsten. Die driehonderd en vierenvijftig jaar oude rekening waarvan de rente sinds Jamestown en eerder is opgelopen, zal worden gepresenteerd."[14]